# Красота физики: постигая устройство природы
Красота физики: постигая устройство природы (англ. A Beautiful Question: Finding Nature’s Deep Design) — научно-популярная книга Фрэнка Вильчека, изданная в 2015 году на английском языке в издательстве Penguin Books Limited, посвящена вопросам квантовой физики и устройства мира. На русский язык была переведена и издана в 2016 году.

## Содержание
Книга написана нобелевским лауреатом по физике, профессором Массачусетского технологического института Фрэнком Вильчеком, и посвящена поиску глубинного замысла природы.
Художники и ученые на протяжении всей истории человечества размышляли над этим вопросом, начиная с Платона и Пифагора и заканчивая современностью. Новаторская работа Вильчека в области квантовой физики вдохновлена желанием найти более глубокий порядок красоты в природе. С точки зрения автора «красота» окружающего мира подчиняется законом глубинной логики Вселенной — и не случайно, что она также лежит в основе того, что человек находит эстетически приятным и вдохновляющим.
Согласно Вильчеку стандартная модель физики частиц, и общая теория относительности, являющиеся в настоящее время самыми фундаментальными теориями в науке, по сути, являются математически точными реализациями требований симметрии. Помимо того, что симметрия играет важную роль в точном описании природы, она также универсально привлекательна для человека, что отражается в искусстве и дизайне разных культур. По мнению автора, для физика видеть уравнения, стоящие за искусством, — вторая натура.
Автор подчеркивает успех симметрий в физике. Вильчек начинает с открытия основных математических соотношений, таких как теорема Пифагора, и проходит через всю историю физики, останавливаясь на таких знаковых темах, как музыкальные гармонии, природа света и основы оптики, ньютоновская гравитация и ее расширение до общей относительности, квантовая механика и, в конце концов, стандартная модель физики частиц. Он кратко затрагивает физику конденсированной материи — в частности, графена — и делает интересный экскурс в ограниченную способность человеческого глаза декодировать визуальную информацию.
Внутренняя работа атомов регулируется не гравитацией, а другими фундаментальными силами (сильными, слабыми и электромагнитными), понимание этих процессов очень сложная задача. Многим ученым потребовалось несколько десятилетий, чтобы экспериментально проверить и дать отчет об этих силах, создав так называемую стандартную модель, которую Вильчек называет основной теорией. Он называет ее «величайшим достижением человеческой мысли и стремления» и объясняет, почему симметрии играют важную роль в ее формулировке.
В последних главах книги Вильчек довольно подробно рассказывает о содержании частиц в стандартной модели и о том, что, похоже, эта модель не так прекрасна, как хотелось бы. Он знакомит читателя с расширенными теориями, такими как великое объединение, а также с суперсимметрией, которая была изобретена для устранения некоторых предполагаемых недостатков стандартной модели. Читатель, не знакомый с квантовыми числами, используемыми для классификации элементарных частиц, вероятно, найдет некоторые части этого раздела книги немного сложными.
Автор подводит читателя к краю современного знания, где основные тезисы даже самых безумных квантовых идей основаны на понятных всем нам принципах. Уравнения для атомов и света — это почти те же уравнения, которые управляют музыкальными инструментами и звуком; субатомные частицы, ответственные за большую часть нашей массы, определяются простыми геометрическими симметриями.
Несмотря на все свои рассуждения о красоте симметрии, книга не дает ответа на вопрос, с которым физики сталкиваются сегодня: У нас нет оснований быть уверенными в том, что законы природы, которые еще предстоит открыть, будут соответствовать человеческому чувству красоты. Вильчек также не тратит много слов на аспекты красоты, выходящие за рамки симметрии; он лишь вскользь касается фракталов и никогда не углубляется в богатую привлекательность хаоса и сложности.
Книга хорошо структурирована и сопровождается множеством рисунков, включая две вставки с цветными гравюрами. Книга также содержит обширный глоссарий, рекомендации по дальнейшему чтению и хронологию открытий, упомянутых в тексте.